# Ruth Scodel
Ruth Scodel (* 29. Februar 1952) ist eine US-amerikanische Klassische Philologin.

## Leben
Nach einem BA an der University of California, Berkeley im Jahr 1973 erwarb Scodel 1978 ihren PhD an der Harvard University mit einer Arbeit zur Trojanischen Trilogie des Euripides. In Harvard war sie von 1978 bis 1984 als Assistant und 1984–1985 als Associate Professor angestellt, ehe sie an die University of Michigan, Ann Arbor wechselte. Dort lehrte und forschte sie bis zu ihrer Emeritierung 2019, zunächst als Associate Professor (1984–1987), dann als Professor of Greek and Latin (1988–2004) und zuletzt als D. R. Shackleton Bailey Collegiate Professor of Greek and Latin (2005–2019). Im Herbst 2011 war sie Leventis Visiting Research Professor of Greek an der University of Edinburgh.
Scodel war und ist in zahlreichen nationalen und internationalen Gremien und Funktionen tätig, ebenso ist sie Mitherausgeberin von Texte und Kommentare, Classical Journal und Oxford Bibliographies Online.
2021 wurde Scodel in die American Academy of Arts and Sciences gewählt, 2024 zum Mitglied der American Philosophical Society.

## Forschung
Scodel forscht hauptsächlich zu griechischer Literatur, besonders Homer, Hesiod und der Griechischen Tragödie, wozu sie zahlreiche Bücher und Aufsätze publizierte. Unter anderem gewann sie für ihren Artikel „Bardic Performance and Oral Tradition in Homer“ 1998 den Gildersleeve Prize des American Journal of Philology.

## Veröffentlichungen (in Auswahl)
- The Trojan Trilogy of Euripides. Vandenhoeck und Ruprecht, Göttingen 1980.
- (Hrsg.): Theater and Society in the Classical World. University of Michigan Press, Ann Arbor 1993.
- Credible Impossibilities: Conventions and Strategies of Verisimilitude in Homer and Greek Tragedy. Teubner, Stuttgart 1999.
- Listening to Homer: Tradition, Narrative, and Audience. University of Michigan Press, Ann Arbor 2002.
- Epic Facework: Self-presentation and Social Interaction in Homer. Classical Press of Wales, Wales 2008.
- An Introduction to Greek Tragedy. Cambridge University Press, New York 2010.
- mit Douglas Cairns (Hrsg.): Defining Greek Narrative. Edinburgh University Press, Edinburgh 2014.
- (Hrsg.): Between Orality and Literacy: Communication and Adaptation in Antiquity. Brill, Leiden 2014.
- (Hrsg.): A companion to Apollonius of Rhodes. University of Michigan Press, Ann Arbor 2025, ISBN 9780472133604.